# Lotoxalis berlandieri
Lotoxalis berlandieri là một loài thực vật có hoa trong họ Chua me đất. Loài này được (Torr.) Small mô tả khoa học đầu tiên năm 1903.